# Klidový membránový potenciál

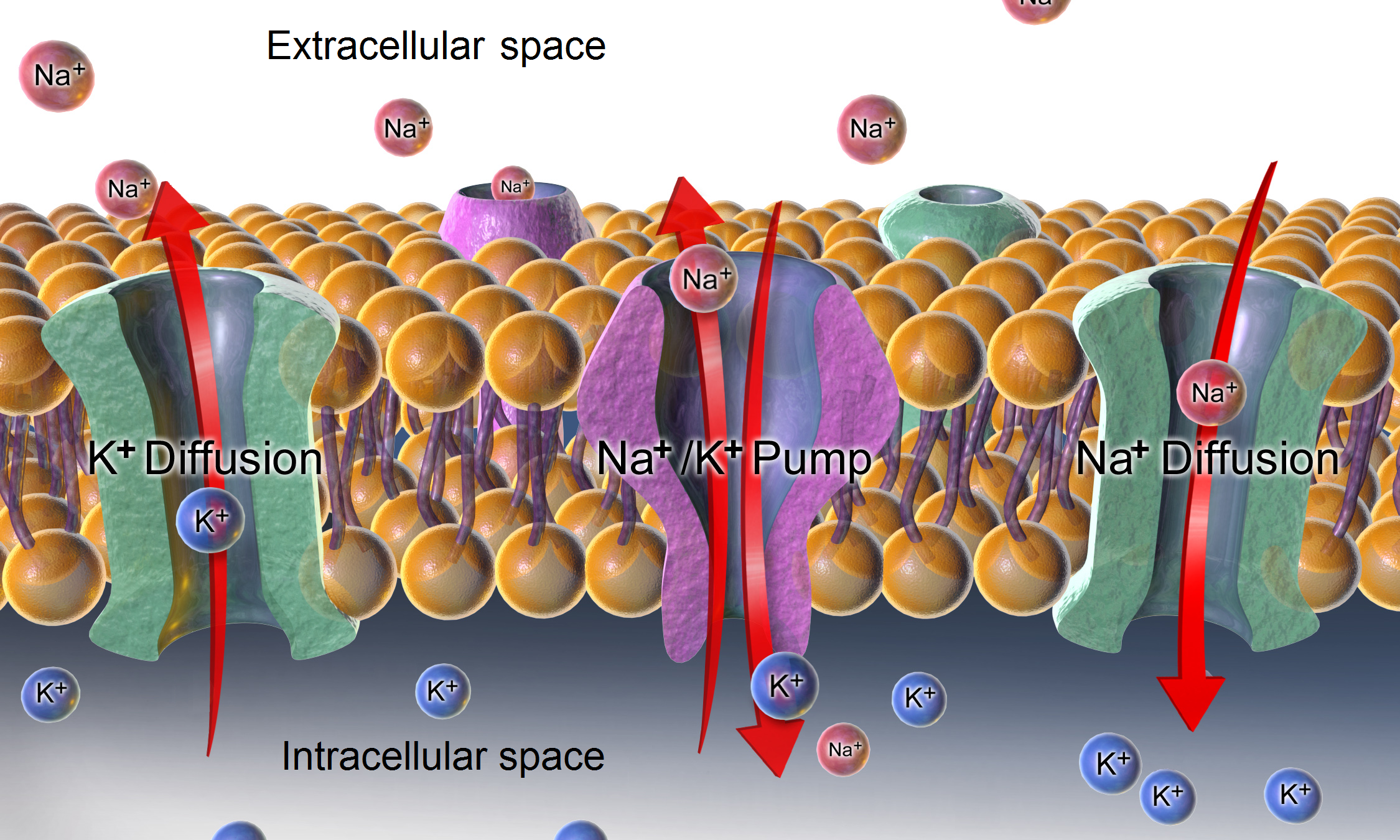
Sodno-draselná pumpa, ATPázy a efekt difůze iontů jsou hlavní mechanismy, které udržují klidový membránový potenciál živočišných buněk.

Klidový membránový potenciál je relativně stálý membránový potenciál (elektrické napětí) buňky v klidovém stavu. Je opakem  specifického dynamického elektrochemického jevu akčního potenciálu a zvýšeného membránového potenciálu.
Na rozdíl od posledních dvou případů, které se vyskytují u excitovaných buněk (neuronů, svalů, některých sekrečních buněk), membránové napětí ve většině neexcitovaných buněk se může také měnit v reakci na životní prostředí nebo intracelulární podněty. Principiálně z biofyzikálního hlediska neexistuje žádný rozdíl mezi klidovým membránovým potenciálem a dynamickou změny napětí ve formě akčního potenciálu. Všechny tyto jevy jsou způsobeny změnou v propustnost buněčné membrány pro draslík, sodík, vápník, chloridové ionty, které jsou změn funkční aktivity různých iontových kanálů, transportérů a výměníků. Konvenčně, klidový membránový potenciál lze definovat jako relativně stabilní, nízkou hodnotu transmembránového napětí v živočišných nebo rostlinných buňkách.
Napětí je rozdíl v elektrickém potenciálu mezi dvěma body, například pozitivní a negativní elektrické náboje na opačných stranách odporové bariéry. Typický klidový membránový potenciál buňky vzniká  oddělením draselných iontů od intracelulárních relativně nepohyblivých  aniontů skrze membránu buňky. Protože permeabilita membrány pro draslík je mnohem vyšší než u jiných iontů (bez ohledu na napěťově řízené kanály), a kvůli silnému chemickému gradientu pro draslík, ionty draslíku proudí z cytosolu do extracelulárního prostoru a nesou kladný náboj, dokud jejich pohyb není vyrovnán nahromaděním záporného náboje na vnitřní straně membrány. A kvůli vysoké relativní propustnosti pro draslík, výsledný membránový potenciál je téměř vždy blízko k reverznímu potenciálu pro draslík. Samotný koncentrační gradient iontů draslíku musí být nejprve stanoven pomocí iontových pumpy/transportérů a/nebo výměníky a obecně je poháněn ATP.
V případě klidového membránového potenciálu v plazmatické membráně, draslík (a sodík) gradienty jsou založeny Na+/K+-ATPázách (sodno-draselná pumpa), které transportují dva ionty draslíku dovnitř a tři ionty sodíku ven za cenu využití jedné molekuly ATP. V jiných případech membránový potenciál může být založen okyselením uvnitř buňky jako např. u protonových pump, které vytváří membránový potenciál přes synaptické vezikulární membrány).